# Нью-Норфолк (Тасмания)
Нью-Норфолк (англ. New Norfolk) — город на острове Тасмания (Австралия), в долине реки Деруэнт, примерно в 32 км северо-западнее Хобарта. Согласно переписи 2016 года, население Нью-Норфолка составляло 5834 человек.

## География
Город Нью-Норфолк расположен у реки Деруэнт (англ. Derwent River), которая берёт своё начало от озера Сент-Клэр (англ. Lake St Clair), находящегося в центральной части острова Тасмания.
Вскоре за Нью-Норфолком (ниже по течению) река Деруэнт становится гораздо шире, постепенно превращаясь в эстуарий, проходящий через Хобарт и впадающий в залив Сторм (англ. Storm Bay) Тасманова моря.
В Нью-Норфолке в реку Деруэнт с южной стороны впадает один из её притоков — река Лаклан (Lachlan River).
В 20 км юго-восточнее Нью-Норфолка находится гора Веллингтон.

## История
Новое поселение на реке Деруэнт (на месте нынешнего Нью-Норфолка) начало организовываться с ноября 1807 года переселенцами с острова Норфолк, где в то время находилась штрафная колония для преступников, привозившихся туда из Англии и Австралии. К концу 1808 года на Тасманию прибыли 544 переселенца, примерно 30 % из которых поселились на месте нынешнего Нью-Норфолка, назвав новое поселение именем Хиллс (The Hills).
В 1811 году Тасманию посетил губернатор Лаклан Маккуори. Он определил место для города и назвал его Элизабет-Таун (Elizabeth Town), по имени своей жены. Это имя, однако, не прижилось, поскольку жители хотели назвать город «новым» Норфолком, по имени острова, с которого им пришлось уехать. С 1825 года город получил своё нынешнее название Нью-Норфолк.
Были попытки сделать Нью-Норфолк столицей Земли Ван-Димена, но эти предложения не были поддержаны и вопрос был окончательно закрыт в 1826 году.

## Население
Согласно переписи населения 2016 года, население Нью-Норфолка составляло 5834 человек, 48,0 % мужчин и 52,0 % женщин. Средний возраст жителей Стэнли составлял 42 года.
| 1996 | 2001 | 2006 | 2011 | 2016 |
| ---- | ---- | ---- | ---- | ---- |
| 5286 | 5009 | 5230 | 5543 | 5834 |

## Транспорт
Город Нью-Норфолк находится на автомобильной дороге  Лайелл-Хайвей (Lyell Highway), которая соединяет Хобарт с центральными и северо-западными районами Тасмании. Эта автодорога подходит от Хобарта по южному (орографически правому) берегу реки Деруэнт, а в Нью-Норфолке пересекает реку через мост (New Norfolk Bridge) и продолжается по северному (орографически левому) берегу реки Деруэнт, соединяясь с дорогой  (Boyer Road), которая подходит с востока по северному берегу. На запад по южному берегу реки Деруэнт продолжается автодорога  (Glenora Road), которая потом переходит в  Гордон-Ривер-Роуд (Gordon River Road).